# Bob Kelso
(Bob Kelso, in risposta a quesiti e richieste)
Il dottor Robert Kelso, detto Bob, è un personaggio fittizio interpretato da Ken Jenkins nella serie televisiva statunitense Scrubs - Medici ai primi ferri.

## Profilo
Il dottor Kelso è il primario di medicina dell'ospedale Sacro Cuore. Tra tutti i protagonisti della serie è probabilmente il più vicino al ruolo dell'antagonista e sicuramente il più odiato dagli altri personaggi. Egli si dimostra come una persona fredda, cinica, che pensa prima ai soldi che alla salute dei pazienti, a mantenere conoscenze di alto rango senza prendere in considerazione le opinioni e i pareri altrui. Più volte durante la serie spiega, o si intuisce, che questo carattere è dovuto al suo ruolo: «È per questo che mi pagano», risponde. In quanto primario non può concedersi debolezze e sentimentalismi, proprio perché il suo ruolo è innanzitutto di amministrazione dell'ospedale e le sue sono esclusivamente scelte professionali: è obbligato a prendere una scelta impopolare dopo l'altra, arrivando a farsi odiare dai colleghi medici, o minimizzare i rapporti con i pazienti. Le rare volte in cui si apre emotivamente, dimostra invece sfumature caratteriali positive, che non fanno altro che sottolineare il cinismo come scorza necessaria al suo ruolo. Questo è ancor più visibile nell'ottava stagione, quando si dimostra ancora più aperto, profondo, saggio e dispensatore di consigli: essendo in pensione, ha potuto "rompere" l'armatura prima necessaria.
Il dottor Kelso è sposato da trenta anni con Enid, una infermiera conosciuta quando era giovane, rimasta paralizzata e cieca; tra i due non c'è più amore e fanno fatica a sopportarsi; il dottor Kelso ha anche un'amante, di cui non si fa il nome, e frequenta una prostituta orientale in un appartamento, nello stesso palazzo dove abitava Molly Clock. Più volte afferma di essere affascinato dalle donne orientali. Nella nona stagione si è appreso che Enid è morta.
Kelso è un uomo "di vecchio stampo", quindi omofobo, sessista, razzista e classista. Questo inficia sul rapporto con suo figlio omosessuale Harrison; con le dottoresse dell'ospedale (le specializzande sono da lui chiamate "tesoro"); con le persone di etnia non caucasica; e con le persone povere, che non possono pagarsi le cure mediche.
Nel corso delle stagioni afferma più volte di avere 57 anni, ma nella settima stagione Elliot scopre che la sua reale età è 65 anni. Kelso ha tenuto nascosta la sua vera età per non doversi dimettere dalla carica di primario di medicina: il consiglio di amministrazione allontana i primari troppo anziani. Kelso, nella stessa puntata, si sfogherà con uno specializzando: essere primario è davvero un inferno, proprio per le decisioni impopolari che è costretto a prendere. Alla fine, i dipendenti dell'ospedale convincono il consiglio a tenerlo come primario, ma Kelso, non molto elegantemente, rifiuta: il suo desiderio era solo di andarsene alle proprie condizioni.
Il dottor Kelso è un campione in Pac-Man e adora Grand Theft Auto. È decisamente ghiotto di muffin. Ha un profondo odio per le biciclette perché il padre è scappato di casa con la sua bicicletta. Anche il padre era un medico, non era un uomo interessato al profitto, a volte non chiedeva nemmeno soldi in cambio dell'aiuto medico che elargiva, comportamento che Bob non solo non stimava ma che evidentemente si è ben visto dall'emulare. Nonostante ciò, in auto tiene il foulard proprio del genitore scappato.
Ha servito nella Marina degli Stati Uniti e in ricordo di questa esperienza ha tatuato su una natica il nome del suo commilitone più amico, Johnny («Abbiamo condiviso cose che non sai»); questi, a sua volta, ha tatuato il nome di Kelso (Bobby).

### Baxter
Bob Kelso possiede un cane di nome Baxter, per cui nutre un affetto smisurato, e lo considera più intelligente del collaboratore Ted. Il cane compare in alcune puntate della serie ed è interpretato dal cane di Ken Jenkins. Baxter morirà nella quinta stagione, lasciando il medico in uno stato di prostrazione fisica e mentale tale da spingerlo fino ad una volontaria disidratazione, nel tentativo di fermare le lacrime. Qui Kelso afferma che Baxter era l'unica creatura che non lo avesse mai deluso e che gli restava sempre vicino, affermando che fosse in pratica il suo migliore amico. Alcuni episodi dopo la morte di Baxter, Kelso adotterà un bulldog inglese di una paziente defunta affidatogli da Elliot.

### Il passato da chitarrista
La scoperta più sconvolgente riguardante il passato di Bob Kelso viene compiuta da Elliot e Turk nella puntata Il mio cuor di Tuscaloosa, quando i due vengono in possesso, grazie ad un paziente, di una audiocassetta in cui un giovane dottor Kelso canta canzoni d'amore un po' melense (tra cui My Tuscaloosa Heart) ad un non meglio precisato "coniglietto". Nonostante Turk ed Elliot pensino ad una vecchia fiamma, la "coniglietta" si rivela essere proprio Enid.

### I figli
Kelso ha un figlio omosessuale di nome Harrison, con cui ha difficoltà a comunicare: se il medico non nasconde la propria omofobia, il figlio porta avanti un'attività dopo l'altra sempre più stravagante, che si evincono di quando in quando in puntate sparse: Harrison ha scritto un musical intitolato Dottor Babbo, in cui la parte del dottor Kelso è interpretata dal fidanzato del giovane, Terence; più avanti i due si sposano, ma Harrison inizia comunque ad avere un "amichetto" dopo l'altro; apre un negozio di vestiti fatti di rete e cuce maglie per giocatori di baseball; Harrison arriverà anche a prostituirsi a Las Vegas, ma di quando in quando avrà bisogno che il padre gli paghi la cauzione. Nonostante Harrison non sia decisamente il figlio che desiderava, Kelso in più episodi dimostra di tenere molto a lui e di essere molto suscettibile riguardo alla sua vita, non accettando critiche sul suo conto e punendo chi lo fa con turni extra. Kelso ha anche un figlio avuto da una ragazza vietnamita durante la guerra, che si chiama Trang Tri, a cui sta pagando gli studi in un college privato.

## Rapporti con gli altri personaggi

### J.D.
I rapporti che il dottor Kelso ha con il protagonista della serie, J.D., non sono differenti da quelli che ha con gli altri medici dell'ospedale. A Kelso importa, nella prima stagione, solo sapere da che parte stia il giovane medico, se con lui o con il dottor Cox: quando il giovane si schiererà con il suo mentore, egli perderà ogni importanza agli occhi del primario. Nell'ottava stagione, però, i due avranno un rapporto molto più aperto e aiuterà J.D ed Elliot a capire che sono fatti l'uno per l'altra. Quando J.D. lascia il Sacro Cuore, escludendo gli amici, Kelso lo saluta cordialmente con una stretta di mano e augurandogli una bella vita.

### Perry Cox
(Perry Cox)
Il dottor Cox è l'antagonista principale di Bob Kelso e colui che in ospedale riesce a tenergli maggiormente testa. I due si odiano, nonostante i caratteri siano per molti aspetti simili. Ciò che differenzia realmente i due personaggi è la visione dell'ospedale: Kelso infatti pensa al bilancio e ai soldi e tratta i pazienti a seconda del loro conto in banca; al contrario, Cox tenta di salvare il maggior numero di pazienti possibili, senza badare alle loro possibilità economiche, e questo lo porterà a scontrarsi spesso con Kelso. Questo paragone è bene esemplificato nella quinta puntata della prima stagione, in cui i due si scontrano in una parodia di Guerre stellari, con tutti i protagonisti mascherati come i personaggi della saga.
(J.D. durante lo scontro)
Quest'odio reciproco si palesa numerose volte nella serie, quando i due si scambiano gesti sleali, anche se indubbiamente il punto più alto è il pugno che Cox tira in faccia a Kelso alla fine della seconda stagione per difendere Elliot dalla sua sfuriata. Nell'ottava stagione i due diventano ottimi amici, forse per la stessa posizione occupata in ospedale in tempi diversi, tanto da trovarsi a bere birra insieme a casa di Kelso, o andare al cinema insieme a vedere un film romantico. Solo qui si scopre che, negli anni, Kelso ha sempre premuto affinché Cox salisse di livello e scalasse la gerarchia ospedaliera, semplicemente perché lo riteneva il migliore che ci fosse.

### Theodore Buckland
(Kelso a Ted mentre esce per l'ultima volta dall'ospedale)
Ted è il consulente legale dell'ospedale e per questa ragione lavora a stretto contatto con Kelso, ma nonostante ciò il primario lo ignora e lo tratta nel peggiore dei modi. Questo spinge il debole Ted a pensieri omicidi-suicidi, che non si realizzano mai. Kelso si diverte anche a distruggere i piani di Ted riguardanti ferie o progetti extralavorativi. Nelle poche occasioni in cui Ted si è trovato in posizioni vantaggiose nei confronti di Kelso, ha giocato le sue possibilità in maniera non eccellente, ma raggiungendo comunque importanti traguardi dal suo punto di vista (sette domeniche all'anno di libertà, ad esempio). Nonostante i trattamenti riservatigli e il fatto che quest'ultimo fosse il più felice di tutti del suo pensionamento, nella relativa puntata della settima stagione Kelso lo ringrazierà sinceramente per tutto quel che ha fatto per lui, lasciandolo sorpreso.

### Carla Espinosa
I rapporti tra Kelso e l'infermiera Espinosa sono stati altalenanti, ma Kelso, come tutti gli altri personaggi, subisce la personalità dell'infermiera, che lo spinge a "non tirare troppo la corda". In una sola puntata i due instaurano un breve rapporto di amicizia nato da una serie di passaggi in ospedale, ma il medico ha brutalmente tranciato i rapporti quando si è accorto che l'infermiera si vergognava di lui con le colleghe.
In rari casi, vedendo quanto sia tenero e semplice l'amore che Carla prova per il marito Turk, Kelso sembra in qualche modo risvegliare il latente affetto che prova ancora per sua moglie, infatti solo Carla sembra l'unica capace di risvegliare l'affetto coniugale di Kelso.

### Elliot
Come per J.D., Elliot non riveste agli occhi di Kelso nessuna particolare importanza, ma al contrario del suo collega ne subisce maggiormente le critiche. Ciò riflette molto chiaramente il carattere del primario di medicina: Kelso è fondamentalmente sessista e ritiene che la professione di medico dovrebbe essere appannaggio esclusivamente degli uomini, a parte le branche di ostetricia e ginecologia. Elliot riuscirà comunque a ribellarsi arrivando a dirgli che è cattivo. I due avranno ancora degli attriti quando Elliot diventa un medico privato, attrito che Elliot risolverà donando a Kelso il cane di una paziente deceduta, in sostituzione a Baxter. Quando Kelso va in pensione, diventando più gentile e amichevole, il rapporto tra lui e Elliot cambia radicalmente, infatti in più occasioni le ha pure dato dei saggi consigli riguardanti la sua storia d'amore con JD.

### Turk
I rapporti tra Kelso e Turk non sono molto diversi da quello del primario con qualsiasi altro medico, tuttavia fortemente attenuati, in quanto Turk è un chirurgo e non è suo compito supervisionarlo. Lo scontro maggiore tra i due avviene nella prima stagione, quando l'immagine di Turk viene utilizzata in modo razzista una campagna pubblicitaria dell'ospedale: lo scontro termina quando Turk minaccerà di fare causa. Più avanti, fondata l'air band dei Coolcats, Turk risponde in modo sgarbato a Kelso che, per punizione, vieta le air band all'interno dell'ospedale. Questa volta sarà Turk a doversi scusare per i toni usati.
Quando Turk si sposa Kelso, ubriaco, si convince che il giovane chirurgo si chiami in realtà Turk Turkelton e da quel giorno lo chiamerà "dottor Turkelton" (o Turklebarry) e sua moglie "infermiera Turkelton". In seguito Turk gli fa presente la cosa, ma Kelso replica: «Preferisco Turkelton», e continuerà a chiamarlo in questo modo.

### Jordan
Jordan Sullivan è nel consiglio d'amministrazione dell'ospedale, il che significa che Kelso deve obbligatoriamente rapportarsi con lei. Tuttavia, gli unici scontri mostrati nella serie riguardano le volte in cui la donna difende in qualche maniera l'ex marito Perry Cox, nei suoi tentativi di scalata all'interno dell'ospedale. In altri casi, i rapporti sono al minimo se non nulli, benché nell'ottava stagione Jordan tradisce una certa attrazione per lui.